# Parafia Matki Bożej Nieustającej Pomocy w St. Catharines
Parafia Matki Bożej Nieustającej Pomocy w St. Catharines (ang. Our Lady of Perpetual Help Parish) – parafia rzymskokatolicka położona w St. Catharines, w prowincji Ontario w Kanadzie.
Jest ona parafią wieloetniczną w diecezji St. Catharines, z mszą św. w j. polskim dla polskich imigrantów.
Ustanowiona w 1914 roku. Parafia została dedykowana Matce Bożej Nieustającej Pomocy.

## Nabożeństwa w j. polskim
- Sobota – 17:30
- Niedziela – 8:30, 10:00